# Roșcani, Hunedoara
Roșcani este un sat în comuna Dobra din județul Hunedoara, Transilvania, România.

## Monumente istorice
Biserica „Buna Vestire” este un vechi monument românesc zidit în piatră în secolul al XV-lea de către cnezii din familia Caba, de plan dreptunghiular, cu absidă decroșată și turn-clopotniță. Nava este boltită în semicilindru. Ancadramente au profile gotice. Conține un tablou votiv din 1766.

## Galerie de imagini

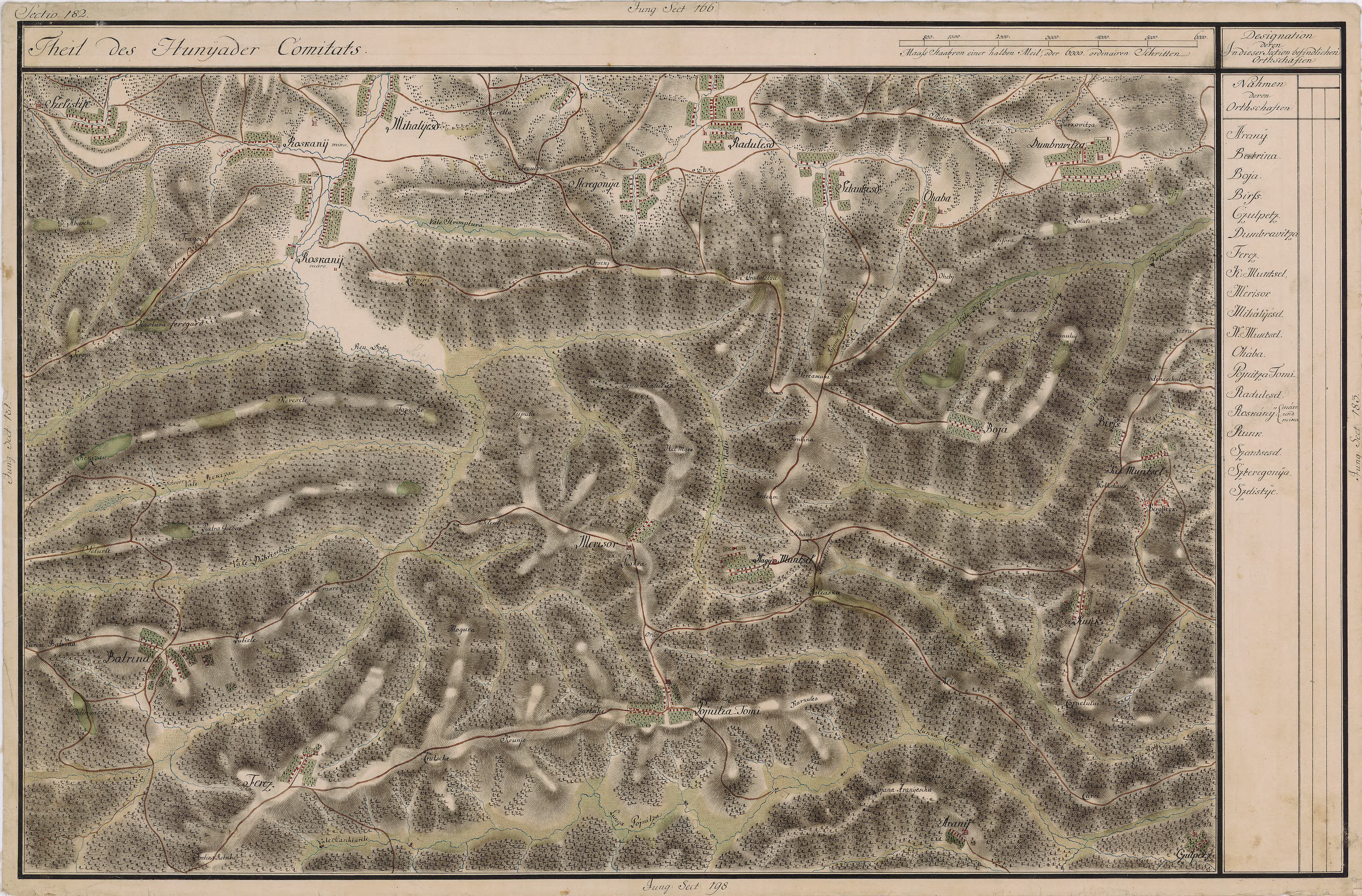
Roșcani pe Harta Iosefină a Transilvaniei, 1769-1773
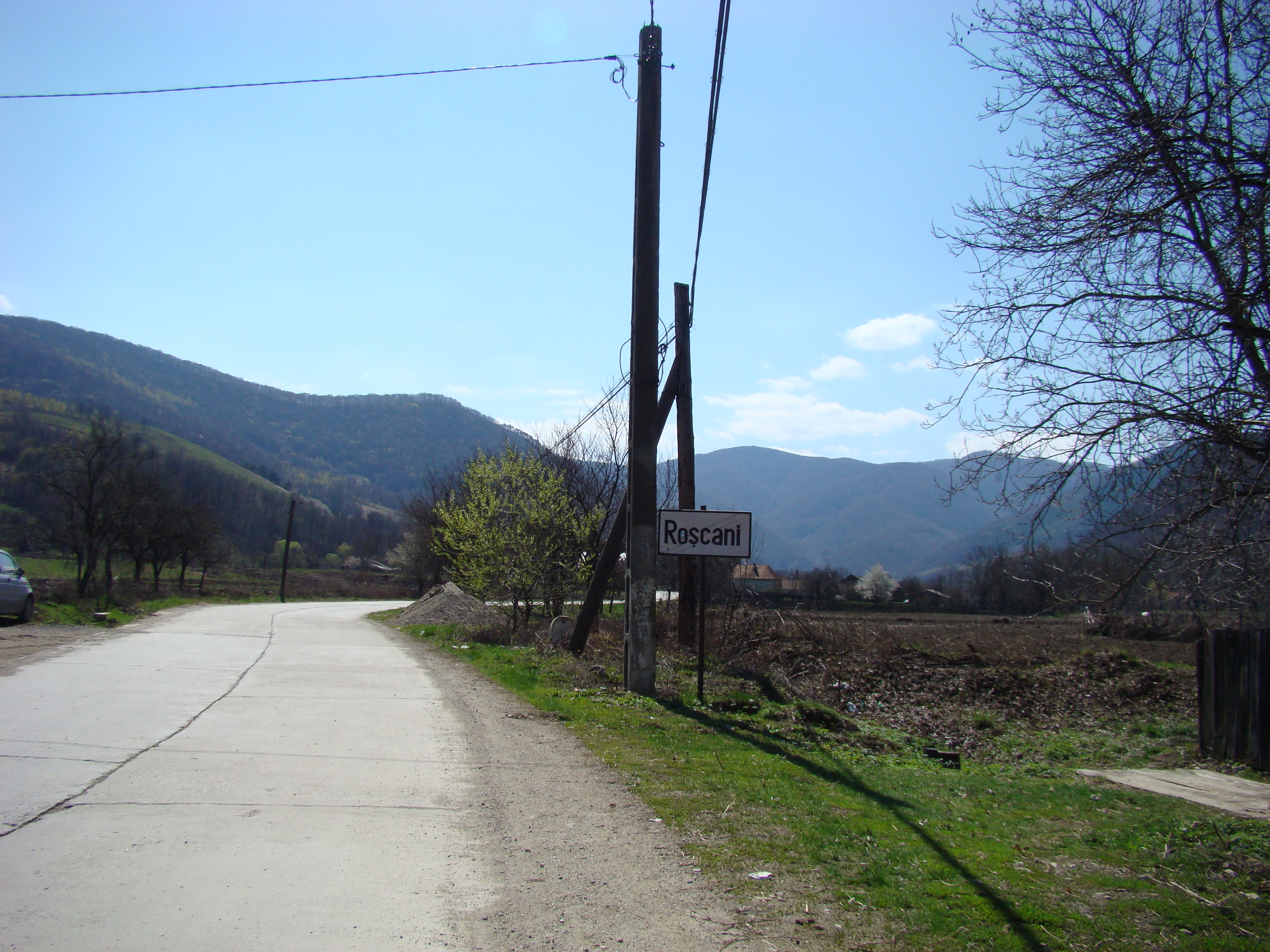
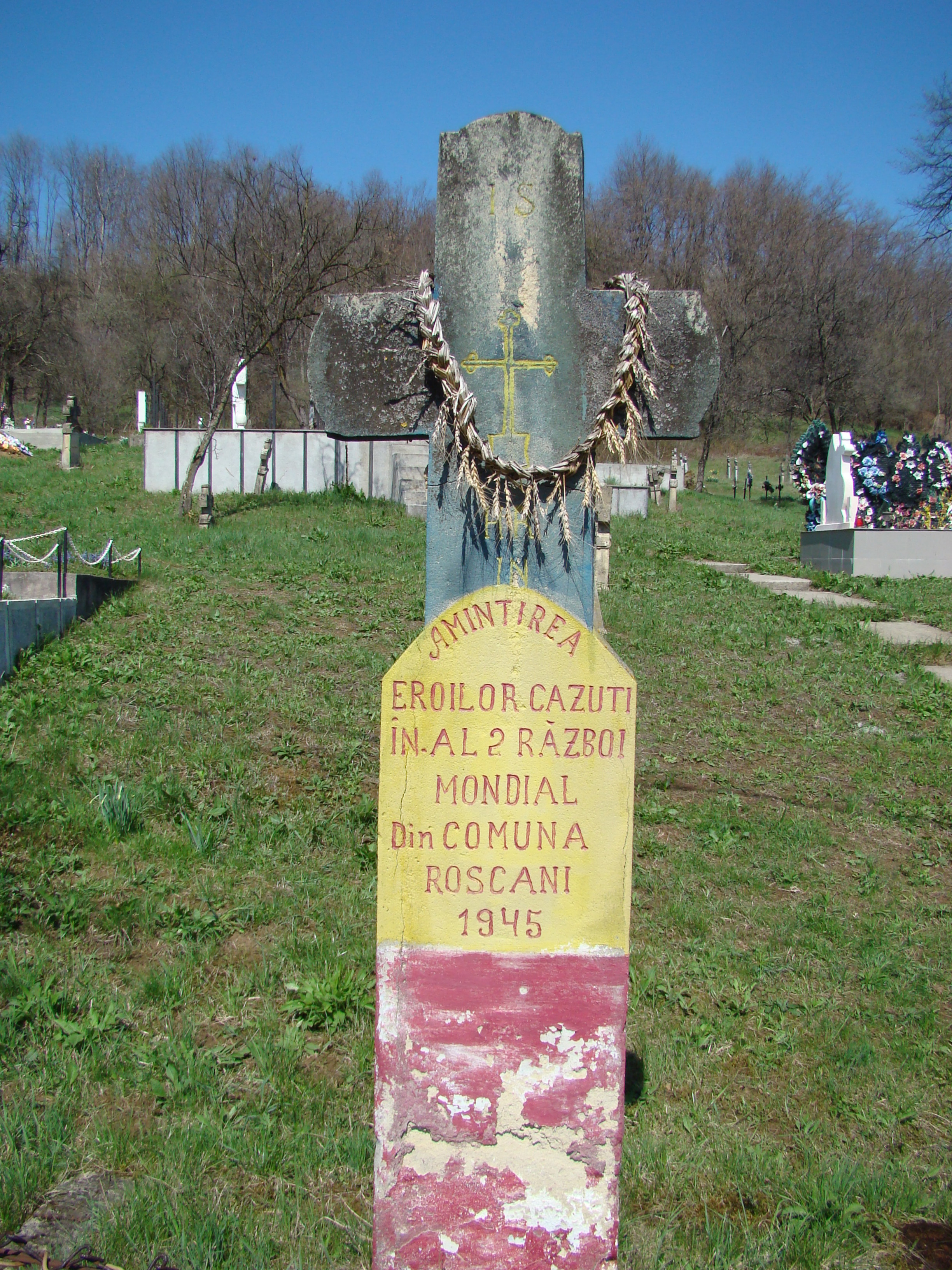
Monumentul eroilor
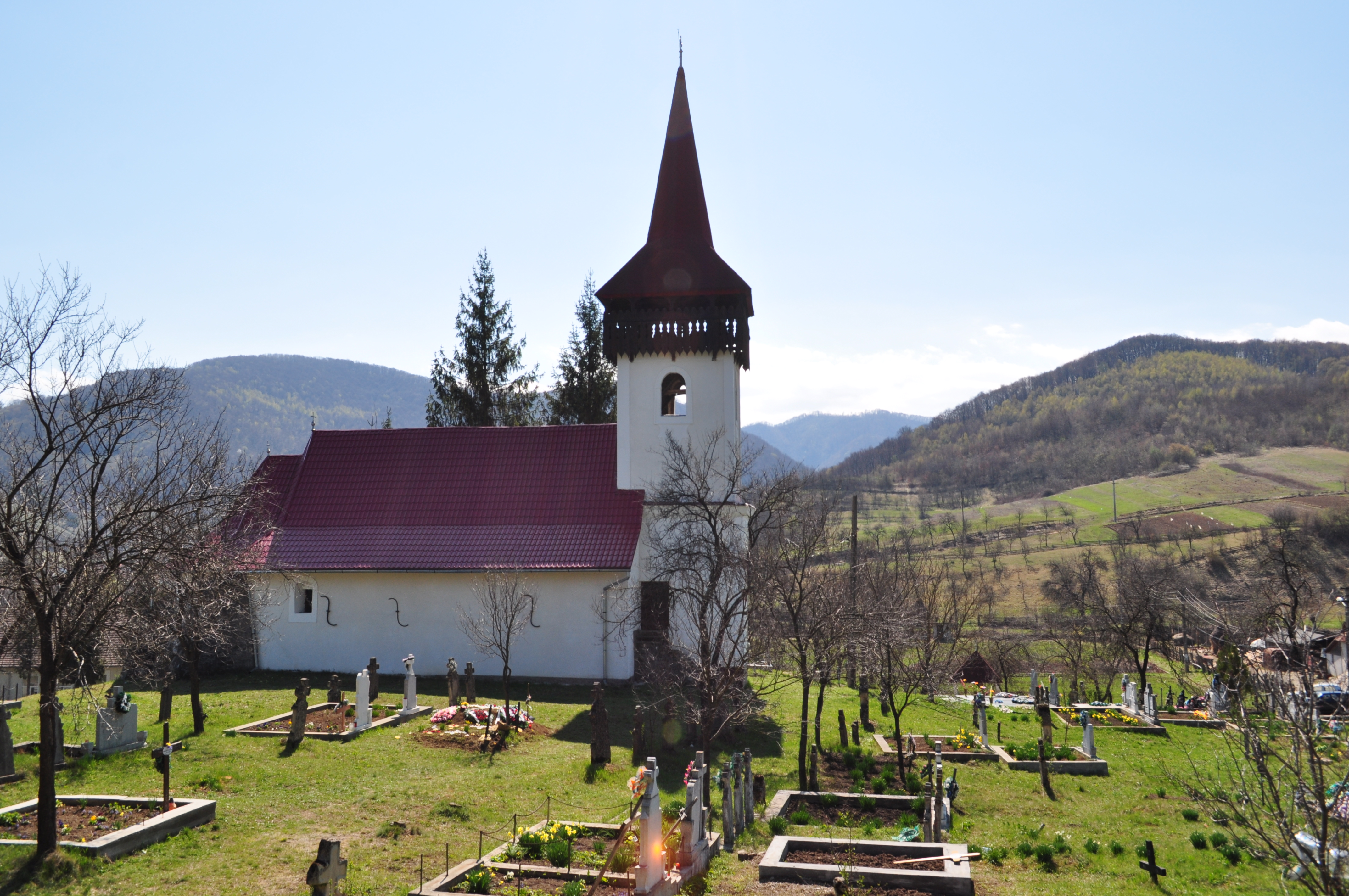
Biserica „Buna Vestire”